# Tren Celta

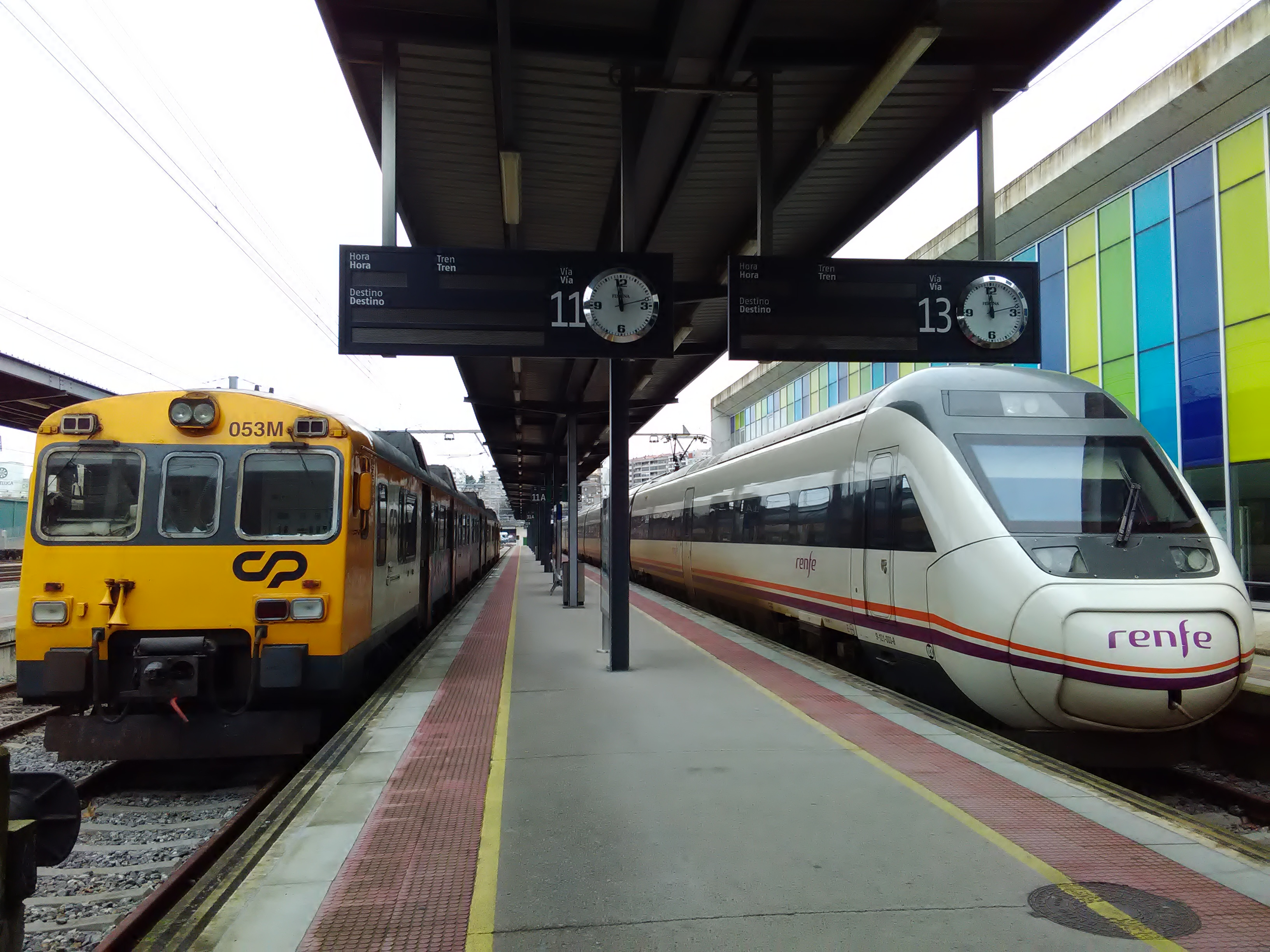
Automotor de la serie 592 de CP estacionada en la estación de Vigo-Guixar

El Tren Celta es un servicio ferroviario prestado por el operador Comboios de Portugal que une las ciudades de Vigo, en España, con Oporto, en Portugal.

## Caracterización
El Tren Celta, anteriormente conocido como tren internacional Oporto-Vigo, se realiza 2 veces en cada dirección por día, utilizando las Líneas del Miño y La Coruña-Vigo y el Ramal Internacional de Valença, entre las estaciones de Vigo-Guixar y Porto-Campanhã Efectua paradas en las estaciones de Valença, Viana do Castelo y Nine, todas en Portugal. Permite enlaces con ciudades como Pontevedra, Santiago de Compostela, La Coruña y Orense (en la estación de Vigo-Guixar), Braga (en la estación de Nine), Aveiro, Coímbra, Santarém, Lisboa y el valle del Duero (en la estación de Porto-Campanhã). Se opera con automotoras de las séries 592 y 592.2, alquiladas por RENFE a la compañía ferroviaria portuguesa CP.
Como servicio complementario, se realiza también un tren regional, dos veces en cada dirección por día, operado por RENFE, entre las estaciones de Vigo-Guixar y Valença, que facilita las conexiones entre las localidades intermedias de este eje. Efectua paradas en las estaciones de Redondela de Galicia, Porriño, Guillarey y Tuy.

## Historia

### Antecedentes y operación
Sucede a un antiguo servicio que se inició el 10 de enero de 1868, que unía Vigo con Lisboa, que se realizaba 3 veces por semana, y que poco después pasó a ser efectuado diariamente; el servicio entre Oporto y Vigo se inició en 1913, siendo realizado, en 1952, con un vagón, que era remolcado, desde Campanhã, por el tren internacional a La Coruña.
Entre 1980 y 1984, la frecuencia de este servicio, con el nombre Lisboa-Porto-Galicia, fue aumentado de 2 a 3 composiciones; en 1989, el recorrido ya había sido recortado, uniendo únicamente Oporto con Vigo, y el número diario de composiciones en cada sentido fue de nuevo reducido a solo dos.
En 1994, este servicio estaba asegurado por automotores de la CP Serie 0600/0650.

### Suspensión programada de 2005
En 2005, el operador Comboios de Portugal pretendió suspender el Tren Internacional Oporto-Vigo, debido a la caída en la demanda, resultante de la mejoría en las conexiones viarias entre Galicia y el río Miño, la falta de calidad del servicio y el coste del viaje. Esta decisión fue, no obstante, contestada por varios dirigentes de la región, por los pasajeros, y por varias partes en territorio español, por lo que la transportadora decidió no suspender el servicio.

### Suspensión planeada de 2011
La operadora Comboios de Portugal anunció nuevamente el cierre de este servicio, para el 10 de julio de 2011, por motivos de obras, debido al reducido volumen de pasajeros; con efecto, esta decisión, que tuvo el apoyo de la operadora española Renfe, tenía cerca de 15.500 pasajeros por año, lo que implicaba una media de 11 pasajeros por viaje. Esta reducida búsqueda se unía a la falta de competitividad de esta vinculación ferroviaria en relación con el transporte por carretera, principalmente debido a la duración del viaje, de cerca de 2 horas y 20 minutos, contra 1 hora y 40 minutos por autobús; por otro lado, la ausencia de técnicos de revisión en territorio español permitía la realización de viajes sin billete, lo que resultaba en un agravamiento del perjuicio, que alcanzaba cerca de 232 mil euros por año.
Esta medida fue criticada por el dirigente de Vigo, Abel Caballero, por la Asociación de Usuarios de los Comboios de Portugal, que apuntaron que esta era la única vinculación ferroviaria entre el Norte del país y Galicia, lo que iba a perjudicar la movilidad en esta región, y por la Dirección de la Organización Regional de Oporto del Partido Comunista Portugués, que refirió la importancia económica e histórica de esta vinculación. Ilda Figueiredo, eurodiputada de este partido, inquirió a la Comisión Europea sobre la necesidad de obtener más apoyos para la modernización y valoración de esta línea internacional, su integración con otras infraestructuras de transporte en territorio nacional, como el Puerto de Viana do Castelo y el Aeropuerto Sá Carneiro, en la ciudad de Oporto, y el aprovechamiento de la red ferroviaria del Miño en la zona de influencia del Puerto de Leixões; este partido anunció, igualmente, la presentación de un Proyecto de Resolución en la Asamblea de la República, con recomendaciones para la modernización de la vinculación internacional y de los servicios de pasajeros y de mercancías entre Oporto y Vigo. También fue entregado un requerimiento al Ministerio de Economía, con el fin de solicitar más informaciones sobre este asunto, de parte de los diputados del Partido Socialista.
La operadora garantizó que esta decisión apenas iba a incidir sobre el transporte de pasajeros, sin perturbar los servicios de mercancías a Galicia, por la Línea del Miño, y, el día 6 de julio, admitió, después de la reunión con los diputados del Partido Social Demócrata de Viana do Castelo, que, en vez de suspender el servicio, podía reducir su recorrido, de Vigo a Tuy, de forma que se pudiesen realizar otras conexiones en territorio español, y que iba a aumentar a cuatro el número de convoyes por día.
El día 8 de julio, la operadora Comboios de Portugal declaró ya haber alcanzado un acuerdo con su homóloga española, después de haber prometido pagar los costes de circulación de los automotores portugueses en territorio español, por lo que la suspensión del servicio fue cancelada; se mantuvieron, así, los dos convoyes diarios, en cada sentido, entre Oporto y Vigo. Después de que la transportadora hubiese reculado en su decisión, la Asociación Portuguesa de Hostelería, Restauración y Turismo defendió la modernización de este servicio, de forma que se convirtiese en una alternativa viable en las conexiones ferroviarias internacionales.
El 2 de julio de 2013, el servicio toma el nombre de "Celta" y sufre cambios importantes, al suprimirse todas las paradas comerciales intermedias, lo que ha reducido el tiempo de viaje a 2 horas y 15 minutos. Casi un año después, el 1 de julio de 2014, fueron reintroducidas las paradas en las estaciones de Valença, Viana do Castelo y Nine (posibilitando el enlace con los trenes urbanos con destino a Braga), siendo que el tiempo de viaje se ha mantenido en las 2 horas y 15 minutos.